# Theodore Roosevelt Bridge
De Theodore Roosevelt Bridge is een brug over de rivier de Potomac in Washington D.C. en verbindt de stad Washington nabij het John F. Kennedy Center for the Performing Arts met Rosslyn (Virginia). De brug gaat over het zuidelijke deel van het Theodore Roosevelt Island, een eilandje midden in de Potomac.
De brug werd op 23 juni 1964 geopend en maakt deel uit van de U.S. Route 50 en Interstate 66. De middelste strook is een wisselstrook.
In volgorde van bovenstrooms naar benedenstrooms